# Чекурда Тарас Петрович
Тара́с Петро́вич Чекурда́ (*28 січня 1979, м. Київ, УРСР) — український підприємець-новатор, державний службовець, меценат; співзасновник мережі дельфінаріїв «Оскар» та аквапарку «Острів скарбів»; співвласник меблевої фабрики "VMV Holding".

## З життєпису
Тарас Чекурда народився 28 січня 1979 року в Києві. 
Закінчив СЗШ №90 в Києві, після чого розпочав навчання в Академії праці і соціальних відносин Федерації професійних спілок України за спеціальністю «Правознавство». У 2009 році отримав диплом за спеціальністю «Фінанси» цього університету. 
У 2014 році закінчив Севастопольський національний університет ядерної енергії і промисловості, факультет «Атомна енергетика».
У 2020 році закінчив Національну академію державного управління при Президентові України. Спеціальність публічне управління та адміністрування. Кафедра парламентаризму та політичного менеджменту.
У 2021 році здобув кваліфікацію Магістра у галузі знань Публічне управління та адміністрування у Київському національному університеті імені Тараса Шевченка
Майстер спорту з боротьби самбо.

## Трудова діяльність
З 2001 по 2004 — Помічник генерального директора ТОВ «Укренергоконсалтінг» з питать економічної безпеки
2005 рік — Тарас Чекурда працював заступником голови правління ВАТ «Полтаваобленерго».
З 2005 по 2009 рік працював заступником генерального директора з економічної безпеки групи компаній «Фокстрот». 
Потім розпочав роботу в Міністерстві палива та енергетики України, де працював до 2013 року. У Міністерстві, зокрема, обіймав кілька посад: заступника директора Департаменту фізичного захисту, безпеки життєдіяльності, охорони праці та цивільного захисту; начальника відділу охорони об’єктів, фізичного захисту та антитерористичної діяльності Департаменту промислової і економічної безпеки, охорони праці та цивільного захисту, начальника відділу фізичного захисту, антитерористичної діяльності та охорони об’єктів.
2013-2016 — Генеральний директор ДП «Управління ВОХОР».
2016 — Директор департаменту безпеки агрохолдингу "Астарта".
2017 — Директор департаменту управління земельними ресурсами агрохолдингу “Астарта”.

## Підприємницька діяльність
У 2010 році Тарас Чекурда став співзасновником одного з найбільших аквапарків України «Острів скарбів» (смт Кирилівка, Запорізька область).
Мережа дельфінаріїв «Оскар» була заснована у 2011 році Тарасом Чекурдою та Андрієм Калгановим, коли було відкрито перший дельфінарій в селищі Кирилівці. Загалом станом на серпень 2019 року діє 3 дельфінарії «Оскар»: у Кирилівці, с. Генгірці (Херсонська область; відкрито 2014 року)  та м. Трускавці (Львівська область; 2015). 
2016 року Тарас Чекурда став також співвласником меблевої фабрику "VMV Holding" .

## Особисте життя
Одружений, виховує чотирьох дітей.